# Hillar Zahkna
Hillar Zahkna (ur. 1 lutego 1968 w Vastseliina) – estoński biathlonista reprezentujący też ZSRR, brązowy medalista mistrzostw świata.

## Kariera
W Pucharze Świata zadebiutował 16 stycznia 1992 roku w Ruhpolding, kiedy zajął 55. miejsce w biegu indywidualnym. Pierwsze punkty zdobył 7 marca 1992 roku w Oslo, zajmując 22. miejsce w sprincie. Nigdy nie stanął na podium indywidualnych zawodów tego cyklu.
Podczas mistrzostw świata w Nowosybirsku w 1992 roku wspólnie z Aivo Udrasem, Urmasem Kaldvee i Kalju Ojaste zdobył brązowy medal w biegu drużynowym. Był to pierwszy w historii medal dla Estonii w tej konkurencji. Był też między innymi siódmy w sztafecie na mistrzostwach świata w Borowcu w 1993 roku.
W 1992 roku wystartował na igrzyskach olimpijskich w Albertville w 1992 roku, gdzie zajął 34. miejsce w biegu indywidualnym, 27. miejsce w sprincie i 11. w sztafecie. Na rozgrywanych dwa lata później igrzyskach w Lillehammer uplasował się na 39. pozycji w sprincie.
Jego syn, Rene Zahkna, także został biathlonistą.

## Osiągnięcia

### Igrzyska olimpijskie
| Rok  | Miejscowość | Konkurencje | Konkurencje | Konkurencje | Konkurencje | Konkurencje | Konkurencje | Konkurencje |
| Rok  | Miejscowość | IN          | SP          | PU          | MS          | RL          | MR          | SR          |
| ---- | ----------- | ----------- | ----------- | ----------- | ----------- | ----------- | ----------- | ----------- |
| 1992 | Albertville | 34.         | 27.         | nd.         | nd.         | 11.         | nd.         | –           |
| 1994 | Lillehammer | –           | 39.         | nd.         | nd.         | –           | nd.         | –           |

### Mistrzostwa świata
| Rok  | Miejscowość | Konkurencje | Konkurencje | Konkurencje | Konkurencje | Konkurencje | Konkurencje | Konkurencje |
| Rok  | Miejscowość | IN          | SP          | PU          | MS          | RL          | MR          | SR          |
| ---- | ----------- | ----------- | ----------- | ----------- | ----------- | ----------- | ----------- | ----------- |
| 1992 | Nowosybirsk | nd.         | nd.         | nd.         | nd.         | nd.         | nd.         | –           |
| 1993 | Borowec     | 21.         | 25.         | nd.         | nd.         | 7.          | nd.         | –           |

### Puchar Świata

#### Miejsca w klasyfikacji generalnej
| Sezon     | Miejsce |
| --------- | ------- |
| 1990/1991 | -       |
| 1991/1992 | 76.     |
| 1992/1993 | _       |
| 1993/1994 | -.      |

#### Miejsca na podium chronologicznie
Zahkna nigdy nie stanął na podium indywidualnych zawodów PŚ.